# Skivsjön, Lappland
Skivsjön är en sjö i Lycksele kommun i Lappland och ingår i Umeälvens huvudavrinningsområde. Sjön har en area på 0,755 kvadratkilometer och ligger 238 meter över havet. Sjön avvattnas av vattendraget Maltan. Vid provfiske har abborre, gers, gädda och mört fångats i sjön.

## Delavrinningsområde
Skivsjön ingår i det delavrinningsområde (717475-165797) som SMHI kallar för Utloppet av Skivsjön. Medelhöjden är 306 meter över havet och ytan är 5,15 kvadratkilometer. Räknas de 5 avrinningsområdena uppströms in blir den ackumulerade arean 38,49 kvadratkilometer. Maltan som avvattnar avrinningsområdet har biflödesordning 3, vilket innebär att vattnet flödar genom totalt 3 vattendrag innan det når havet efter 154 kilometer. Avrinningsområdet består mestadels av skog (84 procent). Avrinningsområdet har 0,76 kvadratkilometer vattenytor vilket ger det en sjöprocent på 14,7 procent.